# Palmvleerhond
De palmvleerhond (Eidolon helvum) is een vleermuis uit de familie van de Vleerhonden (Pteropodidae) die wijd verspreid voorkomt in Afrika. Het verspreidingsgebied van de palmvleerhond strekt zich uit van Senegal en Ethiopië naar Zuid-Afrika en ook nog een randje in het zuidwesten van het Arabisch Schiereiland.

## Beschrijving
De vacht van deze dieren is strokleurig aan de bovenkant en van onder bruin. Op de keel en aan de zijkanten van de hals hebben de mannetjes een roodachtig vlek. De palmvleerhond bereikt een lichaamslengte 14 tot 21 centimeter, zoals bij de meeste vleerhonden is de staart is kort. De spanwijdte is maximaal 76 cm en het gewicht ligt tussen de 230 en 350 gram.

## Leefgebied en gewoonten
De palmvleerhond komt voor in bosrijke gebieden, waar vruchten -hun belangrijkste voedsel- beschikbaar zijn. Ze worden ook waargenomen in savannes en andere droge gebieden en bergland tot 2000 meter boven de zeespiegel. Overdag slapen ze in grote groepen (vaak van enkele duizenden dieren), meestal in bomen, soms in grotten en geschikte, door de mens gemaakte schuilplaatsen.
's Nachts vliegen ze uit om voedsel te zoeken, waarbij ze in één nacht een afstand van 30 km kunnen afleggen. Palmvleerhonden vertonen duidelijk trekgedrag dat samenhangt met natte en droge perioden. Bij voedselschaarste trekken ze naar andere gebieden, waarbij ze in grote groepen, van maximaal een miljoen dieren zich verplaatsen. Op die manier kunnen ze gedurende het jaar een afstand afleggen van 2500 km.

## Voedsel
De palmvleerhond voedt zich voornamelijk met vruchten, waaronder die van de Borassuspalm (Borassus), dadelpalm, mango's, kapokbomen en andere soorten bomen. Ze foerageren ook op de bloesems en de nectar van baobabbomen.
Ze eten niet de hele vruchten op, maar zuigen vooral het sap eruit. Door dit foerageergedrag speelt de palmvleerhond een belangrijke rol bij de bestuiving van veel planten.
Omdat de palmvleerhond in grote groepen leeft en vaak in boomgaarden of tuinen komt, wordt hij in sommige streken beschouwd als ongedierte en wordt er daarom op gejaagd. Hun vlees wordt soms gegeten.

## Rol als overbrenger van het Ebolavirus
Palmvleerhonden zijn onderzocht op het voorkomen van antelichamen voor bepaalde virussen. Uit dit onderzoek bleek dat zij - en nog een aantal soorten vleerhonden - waarschijnlijk het ebolavirus verbreiden.

## Status als gevoelige diersoort
De palmvleerhond is geen zeldzaam dier en het dier kan zich gemakkelijk aanpassen aan verschillende typen leefgebieden, zelfs in verstedelijkt gebied met parken. Op sommige plaatsen is echter sprake van een sterke achteruitgang. In Oeganda werd in 2007 gerapporteerd over een achteruitgang van 250.000 naar 40.000 dieren. In West-Afrika wordt de palmvleerhond zwaar bejaagd en op andere plaatsen worden bomen bewust omgehakt waarin grote groepen overdag verblijven. Daarom staat de palmvleerhond als gevoelig op de internationale rode lijst.